# Amaryllidaceae, an attempt to arrange the Monocotyledonous Orders
Amaryllidaceae, an attempt to arrange the Monocotyledonous Orders (Amaryllidaceae, un intento de componer los órdenes de las Monocotiledóneas; abreviado Amaryllidaceae) es un libro con ilustraciones y descripciones botánicas que fue escrito por el botánico, poeta, y clérigo inglés William Herbert. Fue publicado en Londres en el año 1837.